# John Goldfarb, Please Come Home!
John Goldfarb, Please Come Home! is een Amerikaanse filmkomedie uit 1965 onder regie van J. Lee Thompson. Destijds werd de film in Nederland onder de titel John Goldfarb, kom terug! uitgebracht.

## Verhaal
John Goldfarb was een verdienstelijk footballspeler aan de universiteit, maar hij werkt nu als piloot. Hij wordt op een geheime missie uitgestuurd boven de Sovjet-Unie. Hij raakt de weg kwijt en hij moet een noodlanding maken in het Arabische koninkrijkje Fawzia. De koning is juist bezig een nationaal elftal op touw te zetten. Hij is van plan om John aan de Russen uit te leveren, als hij zijn nieuwe ploeg niet wil trainen.

## Rolverdeling
| Acteur             | Personage            |
| ------------------ | -------------------- |
| Shirley MacLaine   | Jenny Ericson        |
| Peter Ustinov      | Koning Fawz          |
| Richard Crenna     | John Goldfarb        |
| Jim Backus         | Miles Whitepaper     |
| Scott Brady        | Sakalakis            |
| Fred Clark         | Heinous Overreach    |
| Wilfrid Hyde-White | Mustafa Guz          |
| Harry Morgan       | Deems Sarajevo       |
| Patrick Adiarte    | Prins Ammund         |
| Richard Deacon     | Charles Maginot      |
| Jerome Cowan       | Brinkley             |
| Leon Askin         | Samir                |
| David Lewis        | Stottle Cronkite     |
| Milton Frome       | Luchtmachtgeneraal   |
| Charles Lane       | Tijdschriftredacteur |